# Everything Is Awesome
"Everything Is Awesome" är ledmotivet till den animerade långfilmen Lego filmen från 2014. Låten skrevs av Shawn Patterson, Joshua Bartholomew, Lisa Harriton och humorgruppen The Lonely Island. Singel- och popversionen, som spelas under eftertexterna i filmen, producerades av Mark Mothersbaugh och framfördes av den kanadensiska popduon Tegan and Sara tillsammans med The Lonely Island.
Låten nådde plats 57 på Billboard Hot 100.

## Bakgrund
Sara Quin från Tegan and Sara kommenterade följande i en intervju med Billboard:
Vi vill vara ett "seriöst" band och samtidigt roliga människor, men det här var så bedårande och filmen såg fantastisk ut, och möjligheten att få göra något med Mark Mothersbaugh och The Lonely Island ... det var liksom en baggis, och det blev en så cool stund. Vi kände att det var en win-win.
I en intervju med Fox News nämnde Mark Mothersbaugh att låten "var tänkt att vara som hjärntvättning tidigt i filmen. Den är verkligen irriterande, den här meningslösa mantran som får folk att upp och börja jobba."
Den 26 januari 2014 hade låten radiopremiär i USA via Anything Anything with Rich Russo på WXPK-FM, WRAT-FM och WDHA-FM.

## Musikvideo
I musikvideon avbildas medlemmarna i Tegan and Sara och The Lonely Island som Legofigurer. Delar av videon skapades genom brickfilmning.

## Listplaceringar
| Lista (2014)              | Högsta position |
| ------------------------- | --------------- |
| Kanada (Canadian Hot 100) | 35              |
| USA (Billboard Hot 100)   | 57              |

### Engelska originalcitat
1. ↑  We want to be a "serious" musical band, while also being funny people, but this was so adorable, and the movie looked great, and the opportunity to do something with Mark Mothersbaugh and the Lonely Island ... it was sort of a no-brainer, and it's turned out to be this really cool moment. We feel like it was a win-win.